# زمین (آلبوم ونگلیس)
«زمین» آلبومی از هنرمند اهل یونان ونگلیس است که در سال ۱۹۷۳ میلادی منتشر شد.